# Міст Скальці
Міст Скальці (італ. Ponte degli Scalzi — Міст босоногих) — міст у Венеції через Гранд-канал. Поєднує райони Санта-Кроче і Каннареджо.

## Історія
За однією версією, назва походить з великої кількості жебраків, що мешкали в районі моста, за іншою, вірогіднішою, через однойменну церкву босоногих ченців-кармелітів, що знаходиться поруч. 
Будівництво сучасного мосту за проектом Еудженіо Міоцці завершене в 1934.